# DJ JURI
DJ JURI（ディージェイ・ジュリ、4月15日 - ）は、日本のDJ、プロデューサー。

## 略歴
4月15日生まれ。O型。北海道出身。東京に上京後、ハウスダンスを始め、DJ活動を始める。自身の音楽を「太鼓DUB」と呼び、リミックスだけでなく、オリジナル楽曲も制作。「太鼓DUB」とは「太鼓の空間」という意味という。海外では、Tribal, Tribal House, Electro, Techno として理解されている。
生まれてすぐに両親が離婚。母子家庭となったため実の父親を知らないまま育つが、「太鼓DUB」のオリジナルのジャンルを確立し、本格的に音楽を始めたころ、実父がジャズのウッドベーシストであることを知る。
2007年にFlower RecordsよりMix CD "Tribal Trip" を、2008年にはファーストフルアルバム "The World of TAIKO DUB" をリリース。タスマニアで "Tasmani@.jp" を制作、オーストラリア原住民のアボリジニアーティスト Russel Dawson とのコラボ楽曲 "ABORHYTHM" を制作発表した。オーストラリア政府のプロジェクトで音楽を通じて国際親善するという活動も行う。
民族音楽とのコラボレーションは、2009年モルディブ共和国でも行われ、現地の原住民ドラム boduberu で新しいダンスミュージックを制作。伝統音楽を取り入れて、独自のダンスミュージックを作り、モルディブ政府より音楽親善大使に任命される。
2010年、全国各地で活躍するクリエイターと全21曲の2枚組REMIXアルバム「DJ JURI Remixes1.2」を発表。
2010年、「Rhythm Beauty Theatre」という総合エンターテイメントの音楽プロデュースを担当する、 オリジナルの楽曲にパフォーマンスアートの要素を組み込み、視覚的、体験的な音楽を披露する。
2011年3月、ニューヨーク滞在時に東日本大震災が発生。10を超える大小様々なドネーションパーティに出演し、募金、支援を呼びかける。
世界で最も権威あるダンスミュージックパーティーの "Body&Soul"のドネーションパーティーからもオファーを受け、DJ、太鼓のパフォーマンスを行う。
ドイツ、ベルリンで80万人以上を動員するヨーロッパ最大のGAY PRIDE "Berlin CSD PRIDE"に2011年、2012年と2年連続してゲスト出演。日本人としては初のゲスト出演。
また、3000人以上を動員するwoman only Party”Berlin CSD LESBEN Party”も同様に2年連続ゲスト出演。
高さ2mという巨大なステージで太鼓のパフォーマンスを行う。
2011年オリジナル音源を含むミックスCD「RHYTHM BEAUTY MIX vol.1」、翌年2012年には続編「RHYTHM BEAUTY MIX vol.2」を発表。
2012年、新宿2丁目に、「DJ&VJ BAR"阿吽A-UN"」をオープン。同店舗にてDJ LESSONをスタート。
更に様々なジャンルとのコラボレーションを行う。
2013年、ラップアーティスト DABO を客演に迎えた楽曲 "TONGKING TRIBE" を FO RECORDS より発表。
2014年　市川染五郎が出演、演出の舞台「渋谷金王丸伝説 ―スペシャル版 冒険の章― 『カブキ国への誘い』」にオリジナル楽曲が4曲起用される。
2014年「adidas Originals by Rita Ora」コレクションのローンチパーティーにて、シンガーソングライターのリタ・オラを歓迎するために、彼女の楽曲で和太鼓のパフォーマンスを披露。
2014年、恵比寿マスカッツとして活動後、アジア各国で多数の映画、CMに出演、俳優としての評価も高い現役AV女優 西野翔を抜擢し音楽プロデュースを始動。
2015年、DJ JURIと西野翔によるtwoDJユニット[J's]を始動。
DJ JURIの独自に作り上げたトライバルダンスミュージックと、サブカル女子西野翔による新たな世界を発信する。
2015年、ジンバブエ、ハラレにて開催の南アフリカ最大のミュージックフェス「HIFA2015」ゲスト出演。
その他、ブラワヨにて開催「ジンバブエ国際貿易フェア」、「ビクトリアフォールズ」にそれぞれゲスト出演するなど、初のアフリカツアーを成功させる。
2016  ヘッドフォンブランド AiAiAi オフィシャルスポンサー
Berryz工房,Buono!のメンバー夏焼雅 氏の新ユニット PINKCRES. のLive DJとして日本武道館Buono! festa2016に出演。
2016年7月   フジテレビ系『アウトデラックス』でミラクルひかるの紹介でフィギュアスケート選手、オリンピアンの村主章枝とお見合いをする。
2016年8月　新宿2丁目と川崎市をコネクトするLGBTフレンドリーイベント[今めかしないと］を川崎チッタで開催。
2017年   新宿Reny PINK CRES.単独Liveサポーㇳ。
2018年　ベルリン政府と提携をし、DJ&VJ BAR阿吽にてミュージシャンやアーティストを招聘。
2018年12月　大麻所持で逮捕された後、懲役8月、執行猶予3年の判決を言い渡された。
2019年3月　北海道ツアー（DJ、太鼓ライブ）。北海道内数ヶ所からゲストオファーを受ける。
2020年　海外のラジオ局、テレビ局から楽曲制作などの依頼を受け、精力的に活動。
2021年   映像制作や編集のオファーに伴い、映像クリエイターとしての活動も始める。

## 作品

### 楽曲制作・リリース
- 2005年　Flower Recordsより、発売されたアナログレコード盤「太鼓DUB EPシリーズ」1～5全てが、CISCO RECORDSのチャートで1位、もしくは上位を飾る
- 2007年　Flower Recordsより、オリジナル楽曲含むオフィシャルミックスCD「TRIBAL TRIP」リリース、全国ツアー開催
- 2008年　Flower Recordsより、オリジナルアルバム「The World of TAIKO DUB」リリース、全国ツアー開催
- 2010年　Flower Recordsより、DJ JURIのオリジナル楽曲を全国のリミキサーがリミックスした「DJ JURI Remixes1.2」2枚同時発売、全国ツアー開催
- 2011年　ミックスCD「RHYTHM BEAUTY MIX vol.1」リリース。
- 2012年　ミックスCD「RHYTHM BEAUTY MIX vol.2」リリース。
- 2013年　オリジナル楽曲「TONGKING TRIBE / DJ JURI feat.DABO」リリース。
- 2015年　Niraya World Recordsよりオリジナル楽曲を再リリース。

### リミックス
- 2008年　Sunset In Ibiza ／　The Samba Castle -DJ JURI Taiko Dub Remix-制作
- 2009年　Kaoru with Love Marmalade　／　Etude-DJ-JURI-Be All Right-Remix制作

### 楽曲制作・テーマ曲、CM、舞台等
- 2005年　sky perfect TV「J-SPORTS STADIUM 野球好き」オープニング、エンディング、CM楽曲製作。
- 2005年　sky perfect TV「J-SPORTS」サッカーマンチェスターユナイテッド来日試合特番のオープニング曲「RED DEVIL」製作。
- 2007年　東日本フェリーの高速船ナッチャンRera就航記念で、オーストラリアと日本の音楽親善大使としてタスマニアでレコーディング・撮影した楽曲「Tasmani@.jp」のプロモーションビデオを製作し、レセプションパーティーで披露。
- 2008年　アナデバ社の新作発表会でのDENONブランド機材のデモ用として楽曲を提供。
- 2009年　山本美憂、山本聖子姉妹のフィットネスDVD、音源製作、出演。5.1chサラウンドシステム対応で作曲を行う。
- 2009年　オリジナル楽曲「Syamisen No Utage」が沖縄国際映画祭のオープニング曲に選ばれる。
- 2009年　モスバーガーの「とびきりハンバーグサンド チーズ」のCM曲を製作。翌年、再放映される。
- 2009年　モルディヴ共和国と日本を結ぶ音楽親善大使に任命され「Paradise of MALDIVES」を現地アーティストと共作。
- 2010年　木村英智が手掛ける、大丸ミュージアム京都で開催されたアートアクアリウム展で、DJ JURIの楽曲 "Syamisen No Utage"、"GRAND CANYON"、"SAKURA" が使用される。
- 2011年　上記同様、大丸ミュージアム神戸で開催されたアートアクアリウム展で、DJ JURIの楽曲 "Syamisen No Utage"、"GRAND CANYON"、"SAKURA" が使用される。アートアクアリウム展のCMでも楽曲が使用される。
- 2011年　演劇ユニット『Spontaneous♥(スポンタニアス)』（宮崎京、渡邊小百合、佐藤良美らが中心）の舞台に楽曲提供。
- 2012年　北海道十勝の新得町佐幌（サホロ）にあるベア・マウンテンで冬眠中のヒグマの寝息などを録音し、音源を制作する。
- 2002年 中森明菜 「The Heat 〜musica fiesta〜」『HEY!HEY!HEY! MUSIC CHAMP』、『COUNT DOWN TV』などバックDJとして出演
- 2014年　市川染五郎が出演、演出の舞台「渋谷金王丸伝説 ―スペシャル版 冒険の章― 『カブキ国への誘い』」にオリジナル楽曲が4曲起用される。

## その他

### スポンサー契約
- 2008年　DJギアブランド「UDG」がオフィシャルスポンサーとなる。日本人の起用は異例。
- 2016年　ヘッドホンブランド「AiAiAi」がオフィシャルスポンサーに。

### 音響プロデュース
2009年　新宿のBAR【艶桜・adezakura】に、ヨーロッパで受賞した最高品質のスピーカーを使用し、こだわりぬいた音響をプロデュース。